# 맥베드 (1948년 영화)
맥베드(Macbeth)는 미국에서 제작된 오슨 웰즈 감독의 1948년 드라마 영화이다. 오슨 웰스 등이 주연으로 출연하였고 오슨 웰스 등이 제작에 참여하였다.

## 출연

### 주연
- 오슨 웰스
- 자넷 놀런

### 조연
- 댄 오헐리히
- 로디 맥도웰
- 에드가 베리어
- 앨런 네이피어

## 제작진
- 원작자: 윌리엄 셰익스피어
- 협력프로듀서: 리처드 윌슨
- 의상: 애들 팰머